# Jorge Oteiza
Jorge Oteiza Enbil (n. 21 octombrie 1908, Orio⁠(d), Comunitatea Autonomă a Țării Basce, Spania – d. 9 aprilie 2003, San Sebastián, Comunitatea Autonomă a Țării Basce, Spania) a fost un artist spaniol de origine bască.
Domeniile în care s-a afirmat au fost: sculptura, pictura, designul și literatura.
În 1935, cu puțin timp înaintea declanșării Războiului Civil Spaniol, a emigrat în America de Sud, unde a locuit 14 ani.
În Alzuza, Navarra, conform testamentului său, a fost deschis un muzeu care găzduiește 1.690 de sculpturi din colecția sa personală și alte 2.000 de exponate de artă experimentală.